# 서부광역철도
서부광역철도(西部廣域鐵道)는 수도권 전철 서해선(대곡-소사) 개통 후 향후 20년간 역무 관리 및 선로 유지보수를 담당하는 회사이다.

## 주요 연혁
- 2014년 12월 23일: 설립
- 2015년 12월 22일: 대곡-소사선 기공[2]
- 2023년 7월 1일: 운영 중

## 운영 노선
- 서해선(대곡~소사)
  - 역수: 5개 (대곡역, 능곡역, 김포공항역, 원종역, 부천종합운동장역)
  - 기타: 위탁 건설 및 운영관리 (한국철도공사 운영)[3]

## 주요 업무내용
- 대곡-소사선 전 구간 설계·시공 업무
- 대곡-소사선 전 구간 역무 관리 및 선로 유지보수운영 업무

## 같이 보기
- ● 수도권 전철 서해선